# Arturo Naveira
Arturo Naveira (fl. XX secolo) è stato un calciatore argentino, di ruolo attaccante.

## Caratteristiche tecniche
Naveira era prevalentemente un interno: in tale ruolo giocò nel 1928 sia sul lato destro che su quello sinistro, mentre nel 1930 e nel 1931 occupò solo la parte destra del campo. Nel 1929 giocò invece come ala destra.

## Carriera

### Club
Naveira esordì in massima serie nel corso della stagione 1928 con la maglia dell'El Porvenir: scese in campo per la prima volta nella seconda giornata contro il Gimnasia La Plata, realizzando una doppietta (56º e 80º minuto). Al termine del campionato contò 25 presenze e 14 gol. Durante il Concurso Estímulo 1929 fu impiegato come ala destra; vi debuttò alla quinta giornata, contro il Platense. Segnò 6 volte nelle 9 gare che disputò in tale competizione. Nel campionato 1930 fu nuovamente titolare della sua squadra: su 35 incontri totali, ne giocò 30, realizzando 17 reti (suo primato personale). Nel 1931 fu ceduto all'Huracán in occasione del primo campionato professionistico argentino, organizzato dalla Liga Argentina de Football. Alla sua prima stagione nel nuovo club marcò 14 gol in 19 partite, divenendo il secondo miglior marcatore dell'Huracán in quel torneo dopo Herminio Masantonio (22 reti).